# 安杰洛·奥邦纳
安杰洛·奥宾泽·奥邦纳（Angelo Obinze Ogbonna，1988年5月23日—），是一名意大利职业足球运动员，司职中后卫。曾效力于英冠球队沃特福德。

## 俱乐部生涯
奥邦纳出生于意大利卡西诺的一户尼日利亚移民家庭，小时候就被都灵队的球探发掘，到都灵青训营接受职业足球训练。2006年他被提升入都灵一线队，并在2007年2月11日在都灵和雷吉纳的意甲联赛比赛中上演职业生涯处子秀。2007/08赛季，他被租借到意丙联赛球队克罗托内。
2008/09赛季，奥邦纳回到都灵，担任球队中后卫塞萨雷·纳塔利和马尔科·迪洛雷托的替补。2009年夏季，由于都灵降级到意乙联赛，纳塔利转会离开，迪洛雷托退役，奥邦纳开始担任球队主力中后卫，并有着稳定的表现，在2011/12赛季帮助都灵队获得意乙联赛亚军，时隔三年后重返意甲联赛。2012年2月2日，他和都灵签订一份新合同，续约至2016年6月30日。
2013年7月13日，他以1300万欧元的身价加盟都灵的同城对手尤文图斯，他签订一份为期五年的合同。
2015年7月10日，奥邦纳加盟英超的韋斯咸，合同为期4年。
2017年6月，奥邦纳与韋斯咸签订了一份新的合同，他将留效韋斯咸直至2022年。

## 国际比赛生涯
2009年8月12日，奥邦纳首次代表意大利U21国家队出场，对手是俄罗斯U21国家队。
2011年6月4日，虽然在意乙联赛踢球，但奥邦纳还是被调入意大利国家队的集训名单，他也成为2007年后都灵俱乐部首名入选意大利国家队的球员。2011年11月11日，奥邦纳在意大利2比0击败波兰的友谊赛中第77分钟替补出场，首次代表意大利亮相。2012年，奥邦纳入选意大利国家队参加2012年欧洲足球锦标赛的参赛名单。

## 个人生活
奥邦纳的父母来自尼日利亚，1983年移民到意大利，他到18岁生日时才获得意大利国籍。
2008年12月22日清晨5点，奥邦纳在都灵郊外驾驶时失控高速撞到一座桥的护栏并掉到河中，所幸被人及时发现，死里逃生。

## 榮譽

### 球會
尤文图斯
- 義大利甲組足球聯賽冠軍：2013-14、2014-15賽季
- 義大利超級盃冠軍：2013年
- 意大利盃冠軍：2014-15賽季

韋斯咸
- 歐協聯冠軍 : 2022-23[6]

## 外部連結
- Soccerway資料庫：安杰洛·奥邦纳